# Кліффорд Фрондел
Кліффорд Фрондел (англ. Clifford Frondel; (8 січня 1907 Квінз, Нью-Йорк — 12 листопада 2002 Вінчестер, Массачусетс, США) — американський мінералог з Гарвардського університету.

## Життєпис
Фрондел народився у Мангеттені. У ранньому віці він переїхав у Квінз. Навчався гірничої справи та геології у Колорадській гірничій школі імені Артура Лейкса, котру закінчиі у 1929 році. Закінчив Колумбійський університет, отримав ступінь магістра у 1936 році.  Отримав у 1939 році ступінь доктора наук в Массачусетському технологічному інституті під керівництвом Мартіна Джуліана Бюргера.
Був одним з перших, хто тримав у руках мінерали, привезені з Місяця. У його честь за імені та прізвищем були названі мінерали кліффордіт і фронделіт.
З 1949 року Фрондел був професором мінералогії та кристалографії в Гарвардському університет. Обіймав посаду голови Департаменту геологічних наук з 1965-1969.
Кліффорд Фрондел одружився з Елеонора Тревіс у 1941 році, який протривав до 1947 року. Другий шлюб Фрондел взяв з Джудіт Вейс (мінералогом) у 1949 році. У кожному з шлюбів мав по одній дочці.
Фрондел помер у віці 95 років після ускладнень від хвороби Альцгеймера 12 листопада 2002.

## Нагороди
Був нагороджений Медаллю Роблінґа найвищою нагородою Мінералогічного товариства Америки у 1964 році за видатні досягнення в галузі вивчення мінералогії.
У 1958 році Фрондел був нагороджений медаллю Фрідріх-Беке Австрійського мінералогічного товариства.
Кліффорд Фрондел був почесним членом Мінералогічного товариства Великої Британії та Ірландії, Геологічного товариства Швеції з 1975 року.

## Доробок
Фрондел опублікував понад 200 наукових робіт і виявив 48 нових мінералів.
- Encyclopedia of Minerals. George Robert Rapp Jr.  Julius Weber  Willard Lincoln Roberts  Clifford Frondel 1975
- Systematic mineralogy of Uranium and Thorium. United States Government Printing Office, Washington D. C. 1958
- mit Daphne Riska, Judith Weiss Frondel: X-ray powder data for uranium and thorium minerals. Washington D. C. 1956
- The minerals of Franklin and Sterling Hill, a checklist. Wiley/Interscience, 1972
- mit H. Catherine W. Skinner, Malcolm Ross: Asbestos and other fibrous materials: mineralogy, crystal chemistry, and health effects. Oxford University Press, 1988